# Leszek Kudłacik
Leszek Kudłacik (ur. 11 października 1929 w Nowym Dworze, zm. 30 lipca 1993 w Krakowie) – bokser, trener, olimpijczyk z Helsinki 1952.
Czołowy pięściarz Polski w pierwszej połowie lat 50. XX wieku. Mistrz Polski w 1952, 1954 i 1955 oraz drużynowy mistrz Polski w 1949 z zespołem Gedanii.
Na igrzyskach olimpijskich w 1952 reprezentował Polskę w kategorii lekkopółśredniej, jednak bez powodzenia (odpadł w eliminacjach).
Był zawodnikiem Gedanii, Wisły Kraków i Hutnika Kraków.